# Max Telesca
Luis Maximiliano Leal Telesca Mota, mais conhecido como Max Telesca (Porto Alegre, 19 de outubro de 1974), é um escritor e advogado brasileiro, especialista em tribunais superiores, processo civil e direito penal.
Membro da Academia Brasiliense de Letras e do Instituto Histórico e Geográfico do Distrito Federal, onde exerce o cargo de Diretor Jurídico, possui livros editados por grandes editoras, artigos publicados e trabalha ativamente para a popularização do Direito no Brasil como presidente do IPOD – Instituto de Popularização do Direito. Já exerceu os cargos de Diretor, Conselheiro, Presidente da Comissão de Direitos Sociais e do Tribunal de Ética da OAB/DF.

## Carreira
Max Telesca graduou-se em direito pela Universidade Federal de Pelotas (UFPel) em 1997, especializou-se em direito processual civil pelo Centro Universitário de Brasília (UniCeub), além de uma pós-graduação em direito penal e processual penal pelo Instituto de Direito Público de Brasília.
Atuou no caso Maria Luiza, primeira pessoa transexual das Forças Armadas do Brasil, que ao comunicar as seus superiores sua identidade de gênero em 1998, foi submetida a um aposentadoria forçada da Aeronáutica por conta de sua condição, dois anos depois. Esse caso deu origem ao documentário Maria Luiza, de 2020, do diretor Marcelo Díaz.
Durante o escândalo do mensalão, defendeu a ex-assessora parlamentar Anita Leocádia, que trabalhava para o ex-deputado Paulo Rocha. Em sua argumentação perante ao STF, ele alegou que sua cliente agiu por "ordem dada por um superior hierárquico". No final de sua fala, usou a canção "O Tempo Não Para", de Cazuza, para criticar o chefe do Ministério Público Federal Roberto Gurgel.
| “ | Senhor procurador-geral, a tua piscina está cheia de ratos, tuas ideias não correspondem aos fatos. | ” |

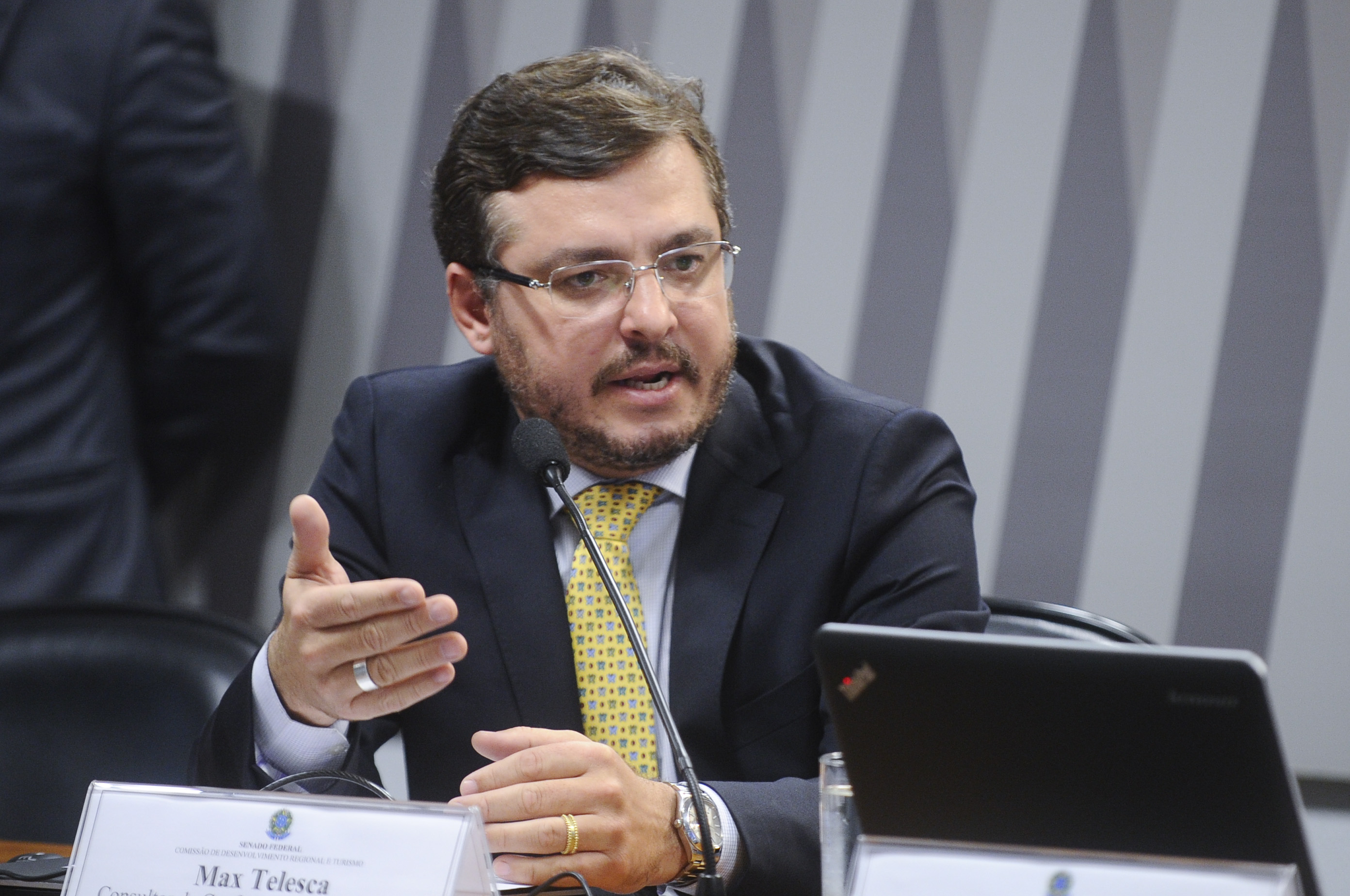
Max na Comissão de Desenvolvimento Regional e Turismo

Em 2008, durante a CPI dos Cartões Corporativos, atuou como advogado do secretário de Controle Interno da Casa Civil da Presidência da República, José Aparecido Pires. A comissão investigava o vazamento do dossiê com informações sobre os gastos da Presidência da República no governo Fernando Henrique Cardoso.
No ano de 2018, disputou à presidência da Ordem dos Advogados do Brasil do Distrito Federal (OAB), encabeçando a chapa de oposição Somos Todos OAB. No entanto, a eleição foi vencida por Délio Lins, da chapa Independência na Ordem. Telesca já havia sido candidato em outros pleitos da Ordem, como vice-presidente de Paulo Roque, Secretário-Geral Adjunto na gestão de Francisco Caputo e como Conselheiro de Estefânia Viveiros.
Três anos depois, no contexto da pandemia de Covid-19, esteve envolvido na queixa-crime contra o então presidente Jair Bolsonaro. Na ocasião, Telesca argumentou que o presidente contribuiu ativamente para a disseminação do coronavírus entre povos indígenas ao vetar trecho de lei que previa assistência em aldeias durante a crise sanitária, com fornecimento de água potável e insumos médicos, e complementou que os crimes de genocídio não se referem apenas aos indígenas, mas a toda a gestão de Bolsonaro na pandemia.

## Academia Brasiliense de Letras
Em 30 de novembro de 2018, Max Telesca foi eleito por unanimidade para a Academia Brasiliense de Letras, ocupando a cadeira de número 2, cujo patrono é Alcântara Machado. Ele ocupou a vaga deixada pelo diplomata Meira Penna, que falecera em julho de 2017.

## Atuação social
No comando do Instituto para Popularização do Direito (Ipod), criou um projeto que traduzia conceitos do direito para jovens da periferia de Brasília. Em 2024, criou o projeto "Psicologia Amiga", que fornece assistência psicológica, social e jurídica gratuita para crianças e adolescentes de Riacho Fundo II, no Distrito Federal.

## Livros
| Ano  | Título                                                            | Editora           | Ref.   |
| ---- | ----------------------------------------------------------------- | ----------------- | ------ |
| 2016 | 2038: A instituição da cleptocracia num futuro não muito distante | Chiado            | [ 22 ] |
| 2022 | 2047: A revolução dos dementes                                    | Geração Editorial | [ 23 ] |